# Westfield (West Lothian)
Westfield ist eine Ortschaft in der schottischen Council Area West Lothian. Sie liegt im Westen West Lothians nahe dem Fluss Avon, welcher die Grenze zur benachbarten Council Area Falkirk markiert. Bathgate liegt fünf Kilometer südöstlich, während Falkirk rund neun Kilometer nordwestlich gelegen ist. Über eine Nebenstraße der A801 zwischen Bathgate und Grangemouth ist die Ortschaft an das Straßennetz angeschlossen.

## Geschichte
Die Ortschaft entwickelte sich mit einem papierproduzierenden Betrieb. Die North British Railway eröffnete 1855 einen Bahnhof in Westfield. Nordwestlich quert die Strecke über den in der höchsten schottischen Denkmalkategorie A gelisteten Avon Viaduct den Avon. 1967 wurde die Strecke ersatzlos gestrichen und der Bahnhof geschlossen. Im Jahre 1991 wurden in Westfield 770 Einwohner gezählt. Dies bedeutet einen Anstieg im Vergleich zu den 476 Einwohnern, die zehn Jahre zuvor verzeichnet wurden.